# The Kiss (1900)
The Kiss is een Amerikaanse film uit 1900. De film werd gemaakt door de Edison Manufacturing Company en toont de assistent van Thomas Edison, Fred Ott, die een vrouw kust en knuffelt.